# Robert Freund
Robert Freund (Pest (Hongria), 1 d'abril, 1852 - idem. 8 d'abril, 1936), va ser un pianista i professor de música hongarès-suís.

## Biografia
Va estudiar al Conservatori de Leipzig (1865-1868) amb Ignaz Moscheles i Theodor Coccius, després el 1869-1870. a Berlín amb Karl Tausig i el 1870-1872. a Budapest amb Franz Liszt (Liszt el va destacar i va tocar un duet amb Freund; Freund és propietari de la transcripció autoritzada de Liszt de la peça orquestral "Night Procession" del cicle "Two Episodes from Lenau's Faust" per a piano sol).
Del 1875 al 1912 (amb una breu pausa el 1881-1882) Freund va viure i treballar a Zuric, convertint-se el 1876 en el primer professor de piano al recentment creat Conservatori de Zuric. Entre els seus alumnes hi ha la seva germana petita Etelka Freund, Otmar Schöck, Willi Rehberg i Reinhold Lacke. Durant el període de Zuric, Freund, a través del cap del conservatori Friedrich Hegar, es va apropar a Johannes Brahms; Per al 60è aniversari del compositor, va fer una gira italiana en companyia de Freund, i després de la mort de Brahms, Freund va rebre un autògraf del Segon Concert per a piano en el seu testament.
Les memòries "Memòries d'un pianista" (alemany: Memoiren eines Pianisten; 1915) contenen informació sobre les reunions de Freund amb Tausig, Liszt, Brahms, Hans von Bülow, Joseph Joachim, Friedrich Nietzsche, Arnold Böcklin i altres personatges destacats.
Des de 1914 va viure a Budapest en la família de la seva germana Etelka Freund.